# Mirti (metropolitana di Roma)
Mirti è una fermata della linea C della metropolitana di Roma, ultimata e affidata alla società di trasporto pubblico ATAC. L'apertura è avvenuta il 29 giugno 2015. Si trova in Piazza dei Mirti – situata all'incrocio tra via dei Platani e Via dei Castani – nel quartiere Prenestino-Centocelle ed è accessibile da quattro ingressi.
L'apertura della stazione ha rappresentato, dopo 33 anni di isolamento dal trasporto su ferro, un ritorno di tale servizio nella zona, fino al 1982 coperta da una diramazione della Ferrovia Roma-Fiuggi-Alatri-Frosinone.

## Lavori
I cantieri sono aperti da luglio 2007, comportando la parziale chiusura della piazza e lo spostamento dei capolinea degli autobus.
La stazione è stata completata a dicembre 2014, i collaudi sono iniziati il 30 aprile 2015  e la sua apertura è avvenuta il 29 giugno 2015.

## Servizi
La stazione dispone di:
- Biglietteria automatica

## Interscambi
Piazza dei Mirti è servita da numerose linee di autobus urbani che vi transitano e, a circa 500 metri di distanza, è situato il capolinea tramviario delle linee 5 e 19.
- Fermata tram (Gerani, percorrendo via dei Castani per circa 500 m, linee 5 e 19)
- Fermata autobus ATAC